# Лангбот
Лангбот (от швед. läng и нем. lang — длинный + слово «бот») — историческое название корабельных шлюпок, которые использовались на протяжении XVIII века российским флотом для десантных операций и связи с берегом. Они обладали повышенной вместимостью, а в качестве вооружения оснащались малокалиберным артиллерийским орудием. В дальнейшем лангботы стали называть барказами.